# Waltrop
Waltrop − miasto w zachodnich Niemczech, w kraju związkowym Nadrenia Północna-Westfalia, w rejencji Münster, w powiecie Recklinghausen. Leży w Zagłębiu Ruhry, liczy 29 636 mieszkańców (2010).

## Współpraca
Miejscowości partnerskie:
- Cesson-Sévigné, Francja
- Gardelegen, Saksonia-Anhalt
- Herne Bay, Wielka Brytania
- San Miguelito, Nikaragua